# Belleville (Kansas)
Belleville – miasto w Stanach Zjednoczonych, w stanie Kansas, siedziba administracyjna hrabstwa Republic.